# Berlin-Hermsdorf
Hermsdorf is een stadsdeel van de Duitse hoofdstad Berlijn en behoort tot het noordwestelijke district (Verwaltungsbezirk) Reinickendorf. 

## Ligging
Het stadsdeel ligt centraal in het noorden van het district en grenst in het westen en zuidwesten aan Tegel, in het noorden aan Frohnau en de Brandenburgse gemeente Glienicke/Nordbahn. In het oosten grenst het aan Lübars en in het zuiden aan Waidmannslust. 

## Geschiedenis
Het dorp werd gesticht aan het einde van de elfde eeuw door Slaven. Rond 1230 kwamen er Duitsers naar het gebied. In 1349 werd het voor het eerst vermeld op een document als Hermanstorp. In 1858 waren er nog maar 420 inwoners. In 1865 werd er een postkantoor geopend. 
In 1920 werd Hermsdorf, dat toen iets meer dan 7.500 inwoners telde, deel van Groot-Berlijn en werd in het district Reinickendorf ingedeeld. Tot dan heette het gebied Hermsdorf in der Mark. 

## Verkeer
De Berliner Nordbahn loopt door het stadsdeel van noordwest naar zuidoost. Het station Hermsdorf wordt bediend door de S-Bahn-lijn S1. Verder openbaar vervoer wordt door buslijnen uitgevoerd. 

## Sport
VfB Hermsdorf is de plaatselijke sportclub die in meerdere sporten actief is. De voetbalafdeling speelde in 1932/33 één seizoen in de toenmalige hoogste klasse. Tussen 1955 en 1971 speelde de club, met uitzondering van één seizoen nog in de tweede en derde klasse en zakte daarna weg naar lagere reeksen. Van 1998 tot 2016 speelde de club onafgebroken in de Berlin-Liga. 
Borsigwalde |
Frohnau |
Heiligensee |
Hermsdorf |
Konradshöhe |
Lübars |
Märkisches Viertel |
Reinickendorf |
Tegel |
Waidmannslust |
Wittenau